# 金田宏
金田 宏（かねだ ひろし、1953年 - ）は北海道札幌市在住の日本のアマチュア天文家である。
小惑星番号3720番の北海道を始め、1987年から2000年の間に、釧路市において上田清二とともに705個の小惑星を発見した。
また、2007年12月25日には新星こぎつね座V459を、翌年3月7日には新星はくちょう座V2468を発見している。2012年7月7日には新星いて座V5592を独立発見している。
ほかに新天体ではないが、2008年9月10日に板垣公一とともに発見した彗星は1897年1月以来111年間行方不明となっていたD/1896 R2 ジャコビニ彗星の再発見であった。また彗星発見用のソフトウェアを自作しており、板垣もこのソフトを用いて彗星を発見している。

## 著書・執筆
- 『野外星図 星座がわかる星空の地図』 - ISBN 978-4-416-71718-9（誠文堂新光社、2017年8月9日）